# Georgi Adamowitsch Nadson
Georgi Adamowitsch Nadson (russisch Георгий Адамович Надсон; * 23. Maijul. / 4. Juni 1867greg. in Kiew; † 15. April 1939 in Moskau) war ein sowjetischer Biologe und einer der Pioniere der Radioökologie in Russland.
Nadson studierte an der Universität Sankt Petersburg, wo er anschließend von 1895 bis 1900 als Privatdozent tätig war. 1930 gründete er das Laboratorium für Mikrobiologie der Akademie der Wissenschaften der UdSSR, das 1934 in das Institut für Mikrobiologie umgewandelt wurde. Er war Direktor dieses Institutes bis 1937, als er wegen angeblicher Teilnahme an antisowjetischer Sabotage verhaftet wurde. Der wahre Grund für seine Hinrichtung war jedoch seine Opposition gegen den Lyssenkoismus. 1928 wurde er zum korrespondierenden und 1929 zum Vollmitglied der Akademie der Wissenschaften der UdSSR gewählt.
1955 wurde er rehabilitiert.
Sein botanisch-mykologisches Autorenkürzel lautet „Nadson“.
Die Alge Ulvella nadsonii ist nach ihm benannt.